# Gheorghe Magheru

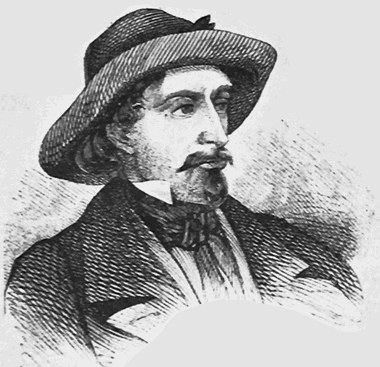
Gheorghe Magheru

Gheorghe Magheru (* 8. April 1802 (auch 1804) in Bârzeiu de Gilort, Kreis Gorj; † 23. Mai 1880 in Bukarest) war ein rumänischer Freiheitskämpfer, General und Politiker.

## Leben
Der Sohn von Ion und Bălașa Magheru wurde in Bârzeiu de Gilort geboren.
Magheru führte 1821 Pandureneinheiten von Tudor Vladimirescu. 1848 emigrierte er nach zunächst nach Siebenbürgen und Triest und später nach Wien. Während seines neunjährigen Exils setzte er sich für die Unabhängigkeit Rumänien ein. Nach dem Ausbruch des Krimkrieges ging er 1854 nach Istanbul, um eine rumänische Truppe aufzustellen, die gegen das Zarenreich kämpft. 1857 zog er als Deputierter des Bezirks Gorj in die Ad-hoc-Versammlung und später in das rumänische Parlament ein. Gheorghe Magheru verstarb 1880.
Der Boulevard Gheorghe Magheru in Bukarest wurde nach ihm benannt, eine Briefmarke der Poșta Română ihm gewidmet.